# Толстопятов, Вадим Васильевич
Вадим Васильевич Толстопятов (р. 28 февраля 1982) — мастер спорта России международного класса (спортивное ориентирование, лыжные дисциплины).

## Биография
Вадим Толстопятов родился в селе Духовка близ Тамбова. Выступает за Тамбовскую область.
Чемпион Европы среди юношей (2000). На молодёжном чемпионате мира 2002 года был бронзовым призёром на короткой дистанции и серебряным призёром — в эстафете.
Серебряный призёр зимнего чемпионата мира (2007), победитель летнего первенства Европы (2007), неоднократный чемпион России по спортивному ориентированию на лыжах и бегом.
Окончил Тамбовский государственный университет.